# Кузнецов, Эдуард Самойлович
Эдуа́рд Само́йлович Кузнецо́в (29 января 1939, Москва, СССР — 22 декабря 2024, Хадера, Израиль) — советско-израильский писатель, журналист и общественный деятель, публицист, правозащитник, узник Сиона.

## Биография
Эдуард Самойлович Кузнецов родился 29 января 1939 года в Москве в семье Самуила Герзона (погиб на фронте в 1941 году) и Зинаиды Кузнецовой.
После окончания средней школы учился на философском факультете МГУ.
Участвовал в 1961 году в издании самиздатского литературного и политического журнала «Феникс», распространении другой самиздатской литературы и выступлениях на площади Маяковского.
В 1961 году был арестован по обвинению в антисоветской агитации. Приговорён к семи годам лишения свободы. Освобождён в 1968 году.
В 1970 году переехал в Ригу к жене Сильве Залмансон. Они оба приняли участие в «заговоре» с целью захвата самолёта для выезда из СССР. За это Кузнецов был приговорён к смертной казни, заменённой на пятнадцать лет лишения свободы.
В 1979 году после освобождения из заключения в результате обмена на советских разведчиков приехал в Израиль, где работал редактором в русскоязычной газете.
В 1983—1990 годах вместе с женой работал редактором новостного отдела на Радио «Свобода».
В 1982 году возглавил (вместе с Георгом Морделем) первый в истории Израиля список русскоязычных эмигрантов «Самех» на выборах в Кнессет.
В 1991 году возглавил израильскую газету на русском языке «Время».
В 1992 году вместе с группой журналистов основал газету «Вести». До 1999 года являлся редактором этого издания.
В 1999 году с группой сотрудников «Вестей» основал издание «МИГ-ньюс».
С 2003 по 2007 год — главный редактор литературно-художественного альманаха «Нота-Бене».
Эдуард Кузнецов умер 22 декабря 2024 года на 86-м году жизни.
Похоронен 23 декабря на новом кладбище Хадеры.

## Личная жизнь
- Первая жена — Сильва Залмансон.
  - Дочь — Анат Залмансон-Кузнецова.
- Вторая жена — Лариса Герштейн, умерла 9 декабря 2023 года[4].

## Ленинградское самолётное дело
После отказа в выезде из СССР Кузнецов с группой товарищей разрабатывал план по захвату пассажирского самолёта.
В аэропорту «Смольное» КГБ арестовывал всю группу из шестнадцати человек. Кузнецова приговорили к высшей мере наказания — смертной казни. Через полгода смертный приговор был заменён пятнадцатью годами заключения в ИТК. В заключении Кузнецов тайно написал две книги: «Дневники» и «Мордовский марафон».
В 1979 году Кузнецова вместе с четырьмя другими политзаключёнными обменяли на советских разведчиков.
После этого жил в Израиле.

## Произведения
- Дневники (1973)
- «Мордовский марафон» (1979) solzhenicyn.ru
- «Русский роман» (1982) solzhenicyn.ru

## Интервью и статьи
- Эдуард Кузнецов // Я РОДИЛСЯ НА ЗЕМЛЕ… 1995
- Диапазон свободы. Интервью с Полиной Капшеевой, 1996
- Какой бы режим в России ни создавался, получается самодержавие. «Русская Германия», 24/06/2008
- Интервью с Виктором Топаллером (недоступная ссылка) 2008.
- «В тюрьмах лидером был я». Интервью на Радио Давидзон Нью-Йорк 22 Июля 2009
- Кузнецов: «Левизна — разновидность душевной болезни». Интервью c Майей Гельфанд
- «На зоне тоже есть жизнь». Интервью на сайте «Детали»
- «На таких скрепах далеко не уедешь». Интервью на сайте «Детали»
- «Окуджава несколько песен сочинил у нас дома». Интервью на сайте «Детали»
- «Израиль — это чудо». Интервью на сайте «Детали»